# Tipula (Eremotipula) sinistra
Tipula (Eremotipula) sinistra is een tweevleugelige uit de familie langpootmuggen (Tipulidae). De soort komt voor in het Nearctisch gebied.